# 조계원
조계원(趙啓垣, 1966년 8월 24일~)은 대한민국의 국회의원 보좌관 출신  정치인이다. 제22대 국회의원이다.
제5회 전국동시지방선거에서 창조한국당 후보로 은평구 제4선거구에 공천되어 서울특별시의원 선거에 출마했으나 6.06%의 득표율을 기록하면서 3위로 낙선했다.
제22대 국회의원 선거를 앞두고 여수시 을 선거구에 출마를 선언했으며 더불어민주당 경선에서 승리함에 따라 공천되었다. 본 선거 결과 68.01%의 득표율을 기록하면서 제22대 국회의원으로 당선되었다.

## 학력
- 여수서국민학교(졸업)
- 여수중학교(졸업)
- 광주동신고등학교(졸업)
- 성균관대학교 사회과학대학(신문방송학 학사)

## 경력
- 성균관대학교 총학생회장
- 컴퓨터매거진 발행인 겸 편집인
- 2005년~2008년: 고진화 국회의원 보좌관
- 국회사무처 정책연구위원
- 2008년: 창조한국당 문국현 대표 비서실 차장
- 창조한국당 원내행정실장
- 창조한국당 중앙당 사무부총장
- 뉴패러다임 인스티튜드 이사
- 2019년~2020년: 경기도청 정책보좌관, 정책수석보좌관
- 학교안전공제중앙회 이사
- 경기도학교안전공제회 사무국장
- 2020년 1월~2020년 3월: 대한민국 제21대 국회의원 선거 전남 여수시 갑 더불어민주당 국회의원 예비후보
- 더불어민주당 중앙당 부대변인
- 더불어민주당 중앙위원
- 여수기본사회연구소장
- 사단법인 기본사회 이사
- 2022년 1월~2022년 3월: 제20대 대통령 선거 더불어민주당 이재명 대통령 후보 선거대책위원회 조직본부 부본부장
- 2022년 4월~2022년 5월: 제8회 전국동시지방선거 전남 여수시장 더불어민주당 예비후보
- 더불어민주당 기본사회위원회 부위원장
- 더불어민주당 균형발전위원회 공동위원장
- 2024년 4월 10일: 대한민국 제22대 국회의원 선거 당선(전남 여수시 을, 더불어민주당, 초선)[2][3]
- 2024년 5월~: 더불어민주당 전라남도당 여수시 을 지역위원회 위원장
- 2024년 5월~2025년 6월: 더불어민주당 원내부대표
- 2024년 11월~2025년 8월: 더불어민주당 당대표특보단 민생특보단 특보
- 2025년 1월~: 더불어민주당 체육특별위원회 위원장
- 2025년 6월~2025년 8월: 더불어민주당 중앙당 선거관리위원회 위원
- 2025년 8월~: 더불어민주당 언론개혁특별위원회 위원

### 의정 활동
- 2024년 5월 30일~: 제22대 국회의원(전남 여수시 을, 더불어민주당, 초선)
  - 2024년 6월~: 제22대 국회 전반기 문화체육관광위원회 위원
  - 2025년 6월~: 제22대 국회 전반기 예산결산특별위원회 위원

## 수상경력 사항
- 2024 더불어민주당 국정감사 우수의원 선정
- 2024 '국정감사NGO 모니터링단' 선정 '2024년도 국정감사 국리민복상(우수의원상)' 수상

## 역대 선거 결과
|  | 6.06% |

|  | 68.01% |

## 소속 정당
| 소속 정당 | 소속 정당      | 소속 기간 | 비고      |
| --------- | -------------- | --------- | --------- |
|           | 한나라당       | 2005~2008 | 정계 입문 |
|           | 무소속         | 2008      | 탈당      |
|           | 창조한국당     | 2008~2012 | 입당      |
|           | 무소속         | 2012      | 정당 해산 |
|           | 민주통합당     | 2011~2013 | 합당      |
|           | 민주당         | 2013~2014 | 당명 변경 |
|           | 새정치민주연합 | 2014~2015 | 합당      |
|           | 더불어민주당   | 2015~현재 | 당명 변경 |

## 같이 보기
- 여수시 을
- 여수시의 국회의원